# Фарнем (Нью-Йорк)
Фарнем (англ. Farnham) — селище (англ. village) в США, в окрузі Ері штату Нью-Йорк. Населення — 381 особа (2020).

## Географія
Фарнем розташований за координатами 42°35′42″ пн. ш. 79°4′51″ зх. д. / 42.59500° пн. ш. 79.08083° зх. д. (42.595064, -79.080860).  За даними Бюро перепису населення США в 2010 році селище мало площу 3,13 км², уся площа — суходіл.

## Демографія
Згідно з переписом 2010 року, у селищі мешкали 382 особи в 141 домогосподарстві у складі 93 родин. Густота населення становила 122 особи/км².  Було 161 помешкання (52/км²).
Расовий склад населення:
| - 89,0 % — білих - 7,3 % — корінних американців - 1,6 % — чорних або афроамериканців |

До двох чи більше рас належало 1,3 %. Частка іспаномовних становила 1,3 % від усіх жителів.
За віковим діапазоном населення розподілялося таким чином: 23,6 % — особи молодші 18 років, 64,4 % — особи у віці 18—64 років, 12,0 % — особи у віці 65 років та старші. Медіана віку мешканця становила 36,8 року. На 100 осіб жіночої статі у селищі припадало 94,9 чоловіків;  на 100 жінок у віці від 18 років та старших — 93,4 чоловіків також старших 18 років.
Середній дохід на одне домашнє господарство  становив 64 946 доларів США (медіана — 61 042), а середній дохід на одну сім'ю — 66 829 доларів (медіана — 62 188). За межею бідності перебувало 22,0 % осіб, у тому числі 44,6 % дітей у віці до 18 років та 6,1 % осіб у віці 65 років та старших.
Цивільне працевлаштоване населення становило 212 осіб. Основні галузі зайнятості: освіта, охорона здоров'я та соціальна допомога — 24,5 %, виробництво — 20,3 %, транспорт — 15,1 %, роздрібна торгівля — 11,3 %.